# 大木英夫 (歌手)
大木 英夫（おおき ひでお、1943年 - 2010年3月25日）は、日本の歌手。

## 経歴
宮城県石巻市出身。 本名：佐藤政穐（さとう まさあき）。
- 1965年「よいどれギター」にてミノルフォン・遠藤実門下からデビュー。 千昌夫、三船和子と同期。
- 1967年「津山洋子」とデュエットを組む。「新宿そだち」シングル盤160万枚セールス[1]
- 1967年「津山洋子」とコンビ解消。
- 1971年「二宮善子」とデュエットを組みリリースしたシングル盤「あなたまかせの夜だから」が70万枚のセールス。
- 2010年3月25日、すい臓がんの為に逝去[2]。

## 作品

### シングル
- 酔どれギター（1965年、ミノルフォンレコード、KA-3）-　デビュー曲
  - c/w　ひとり流し
- ジョンガラロック（1977年11月、ミノルフォンレコード、KA-1079）
  - c/w　酒のつまみに
- 民謡ゴチャゴチャ　-北廻り-（1978年、ミノルフォンレコード、KA-1111） - 著名な日本の民謡をメドレー形式で歌ったもの
  - c/w　-南廻り-

#### 津山洋子とのデュエット作品
- 新宿そだち〔作詞：別所透、作曲：遠藤実〕（1967年9月10日、ミノルフォンレコード、KA-151） オリコン週間チャート最高7位
  - c/w　愛情の街
- 雨の新宿〔作詞：別所透、作曲：遠藤実〕（1968年12月1日、ミノルフォンレコード、KA-248）

#### 二宮善子とのデュエット作品
- あなたまかせの夜だから〔作詞：青江ひとみ、作曲：野村旬平〕（1971年1月10日、ミノルフォンレコード、KA-362）-　オリコン週間チャート最高8位
- あなたと私の街だから〔作詞：青江ひとみ、作曲：野村旬平〕（1971年7月20日、ミノルフォンレコード、KA-390）
- 夕陽のふるさと〔作詞：青江ひとみ、作曲：野村旬平〕
- センチメンタル東京〔作詞：青江ひとみ、作曲：野村旬平〕

## テレビドラマ
- 特別機動捜査隊（NET / 東映） 
  - 第322話「寒いクリスマス」（1967年）
  - 第421話「東京の流れの中で」（1969年） - 北川 役

## 脚註
1. ↑  【あの人は今こうしている】津山洋子（ベテラン歌手）ダンナさんとはヒットした当時から一緒に仕事を、日刊ゲンダイ、2008年12月16日掲載。（インターネットアーカイブのキャッシュ）
2. ↑  訃報：大木英夫さん、毎日新聞社、2010年3月26日20時06分。（インターネット・アーカイブのキャッシュ）